# Urara Kawaguchi
Urara Kawaguchi (japanisch 川口 うらら Kawaguchi Urara; * 5. Dezember 2000 in Tatsuno) ist eine japanische Cross-Country-Mountainbikerin.

## Sportlicher Werdegang
Kawaguchi nahm das Mountainbikefahren während der Grundschule auf, betrieb den Sport aber erst ab der Oberschule ernsthaft. Als Juniorin war sie 2017 und 2018 Asienmeisterin im Cross-Country XCO. In dieser Zeit vertrat sie Japan auch bei den Mountainbike-Weltmeisterschaften 2017 und 2018 sowie den Straßenradsport-Weltmeisterschaften 2018.
In der U23 wurde sie 2019 Dritte und 2020 Zweite der Asienmeisterschaften. Bei den nationalen Meisterschaften gewann sie im Herbst 2021 vier Titel, davon drei im Mountainbike und einen auf der Straße. Im Mountainbike-Weltcup war ein 22. Platz in Snowshoe Mountain 2022 ihre beste Platzierung, bei den Weltmeisterschaften ein 34. Platz 2021.
In der Elite war Kawaguchi bei den Asienmeisterschaften 2023 und 2024 jeweils unter den ersten Zehn. Während sie hauptsächlich bei Mountainbike-Rennen antrat, fuhr sie auch gelegentliche Straßenrennen und gewann 2024 eine Etappe beim Binh-Duong-Rennen in Vietnam, außerhalb des internationalen Kalenders. 2024 wurde sie ausgewählt, Japan im olympischen Mountainbike-Rennen zu vertreten, wo sie nach Überrundung auf den 32. Platz kam.

## Erfolge
2017
 Asienmeisterin (Junioren) – Cross-Country XCO
 Asienmeisterschaften – Staffel XCR
 Japanische Meisterin (Junioren) – Cross-Country XCO
2018
 Asienmeisterin (Junioren) – Cross-Country XCO
 Asienmeisterschaften – Staffel XCR
2019
 Asienmeisterschaften (U23) – Cross-Country XCO
2020
 Asienmeisterin – Staffel XCR
 Asienmeisterschaften (U23) – Cross-Country XCO
 Japanische Meisterin – Eliminator XCE
 Japanische Meisterin (U23) – Cross-Country XCO
2021
 Japanische Meisterin – Shorttrack XCC
 Japanische Meisterin – Eliminator XCE
 Japanische Meisterin (U23) – Cross-Country XCO
 Japanische Meisterin (U23) – Straßenrennen
2023
 Japanische Meisterin – Shorttrack XCC
2024
 Japanische Meisterin – Shorttrack XCC